# David Gillingham
David R. Gillingham (* 20. Oktober 1947) ist ein US-amerikanischer Komponist und Musikpädagoge.
Gillingham studierte Musikerziehung an der University of Wisconsin und Musiktheorie und Komposition an der Michigan State University. Er ist Professor für Musik an der Michigan State University. Hier erhielt er 1990 den Excellence in Teaching Award und wirkte an der Gründung eines internationalen Zentrums
für neue Musik mit.
Bekannt wurde Gillingham als Komponist von Blas- und Perkussionsmusik. Viele seiner Werke zählen zum Standardrepertoire. Er erhielt 1981 den DeMoulin Award für sein Konzert für Bassposaune und Bläserensemble. 1990 gewann er mit Heroes, Lost and Fallen die International Barlowe Competition der Brigham Young University. Solisten wie Fred Mills, Randall Hawes und Charles Vernon traten als Interpreten seiner Werke hervor.

## Werke
- Kammermusik
  - American Counterpoint für Flöte, Klarinette und Saxophon
  - A Baker's Dozen für Horn und Klavier
  - Concertino for Four Percussion für Perkussionsquartett und Klavier (percussion quartet, piano)
  - Concerto for Euphonium für Euphonium und Klavier
  - Concerto for Horn für Horn und Klavier
  - Concerto No. 2 for Marimba für Marimba und Klavier
  - Double Image für zwei Saxophone und Klavier
  - Echoes für Blechbläser und Perkussionsensemble
  - Fanfare Ecalant für drei Trompeten und Orgel
  - Five Fantasies of Natural Origin für Flöte und Marimba
  - Miniature Set für Streichtrio
  - Miniature Set II für Streichtrio
  - Quintessence II für Bläserquintett, Perkussion und Klavier
  - Ruffle & Flourish für Bläser und Perkussionsensemble
  - Sonata No. 1 for Cello für Cello und Klavier
  - Sonata No. 1 for Trumpet für Trompete und Klavier
  - Spiritual Dances für Oboe und Marimbaquartett
  - SuperCell für Altsaxophon und Perkussionsensemble
  - Tourbillon für Violine, Trompete und Klavier
  - Treasured Moment für Cello und Klavier
  - A Walk in Dow Gardens für Klavier zu vier Händen
  - When Speaks the Signal-Trumpet Tone für Trompete und Klavier
- Chorwerke
  - Forward Through the Ages, Kantate
  - From This Time Forth für Chor und Orchester
  - Heritage of Faith für Chor und Blaskapelle
  - Lifesongs für Chor und Blaskapelle
  - A Parting Blessing für Chor und Blaskapelle
  - Return to Innocence für Chor und Perkussionsensemble
  - Song of Bacchus für Chor a cappella
- Blasmusik
  - Abiquiu
  - Aerodynamics
  - All Hail the Power
  - And Can It Be?
  - At Morning's First Light
  - AuSable River Festival
  - Be Thou My Vision
  - Bells of Freedom
  - Cantus Laetus
  - Century Variants
  - Concertino for Four Percussion and Wind Ensemble
  - Concerto for Euphonium, Winds, & Percussion
  - Concerto for Horn and Symphonic Band
  - Concerto for Piano, Percussion, & Winds
  - Concerto for Woodwind Quintet and Wind Ensemble
  - Concerto No. 2 for Marimba and Chamber Ensemble
  - Concerto No. 2 for Marimba and Wind Ensemble
  - Council Oak
  - A Crescent Still Abides
  - Crest of Honor
  - Double F Fanfare
  - Double Star für Soloklarinette oder Klavier und Bläserensemble
  - The Echo Never Fades
  - Foster's America
  - Galactic Empires
  - Gate to Heaven: Concerto No. 1 for Marimba and Wind Ensemble
  - Glorified
  - Heritage of Faith
  - Internal Combustion
  - Intrada Jubilante
  - Keep Silence
  - Lamb of God
  - Lifesongs
  - Light of My Soul
  - Light Unto the Darkness
  - Mansions of Glory
  - New Century Dawn
  - No Shadow of Turning
  - Northern Light
  - A Parting Blessing
  - Prophecy of the Earth
  - Providence
  - Proud and Immortal
  - Quintessence II für Blechbläserquintett, Perkussion und Bläserensemble
  - Radiant Moonbeams
  - Sails of Time
  - Serenade for Winds and Percussion: Songs of the Night
  - Silver Accolade
  - Subsaharan Rhythm
  - Symphonic Proclamation
  - Symphony No. 2 für Bläserensemble
  - Under the Magical Wing
  - Waking Angels
  - When Speaks the Signal-Trumpet Tone für Trompete und Bläserensemble
  - With Heart and Voice
- Orchesterwerke
  - Concertino für vier Perkussionisten und Orchester
  - Concerto No. 2 für Marimba und Orchester
  - Concerto für Viola, Cello und Orchester
  - Forward Motion für Orchester
  - From This Time Forth für Chor und Orchester
  - Gate to Heaven für Marimba und Streichorchester
  - Interplay für Klavier zu vier Händen und Orchester
  - Point of Reckoning für Streichorchester
- Perkussion
  - Concerto für Marimba und Perkussionsorchester
  - Concerto für Perkussionsensemble
  - Concerto für Klavier und Perkussionsorchester
  - Dance of Redemption für Marimba solo
  - Gate to Heaven: Journey of the Soul für Marimba und Perkussionsensemble oder Klavier
  - Normandy Beach - 1944 für Perkussionsensemble
  - Paschal Dances für Perkussionsensemble
  - Return to Innocence für Perkussionsensemble und Chor
  - Sacrificial Rite für Perkussionsquintett
  - Stained Glass für Perkussionsensemble

## Quelle
- C. Alan Publications – David R. Gillingham

| Personendaten    | Personendaten                                 |
| ---------------- | --------------------------------------------- |
| NAME             | Gillingham, David                             |
| ALTERNATIVNAMEN  | Gillingham, David R.                          |
| KURZBESCHREIBUNG | US-amerikanischer Komponist und Musikpädagoge |
| GEBURTSDATUM     | 20. Oktober 1947                              |